# مسجد سیدی
مسجد سیدی مربوط به دوره تیموریان است که در جنوب غربی شهر تاریخی تون ،  کمربندی فردوس واقع شده است. این اثر در تاریخ ۵ تیر ۱۳۸۴ با شمارهٔ ثبت ۱۱۹۹۶ به‌عنوان یکی از آثار ملی ایران به ثبت رسیده است.